# Aniello Ascione

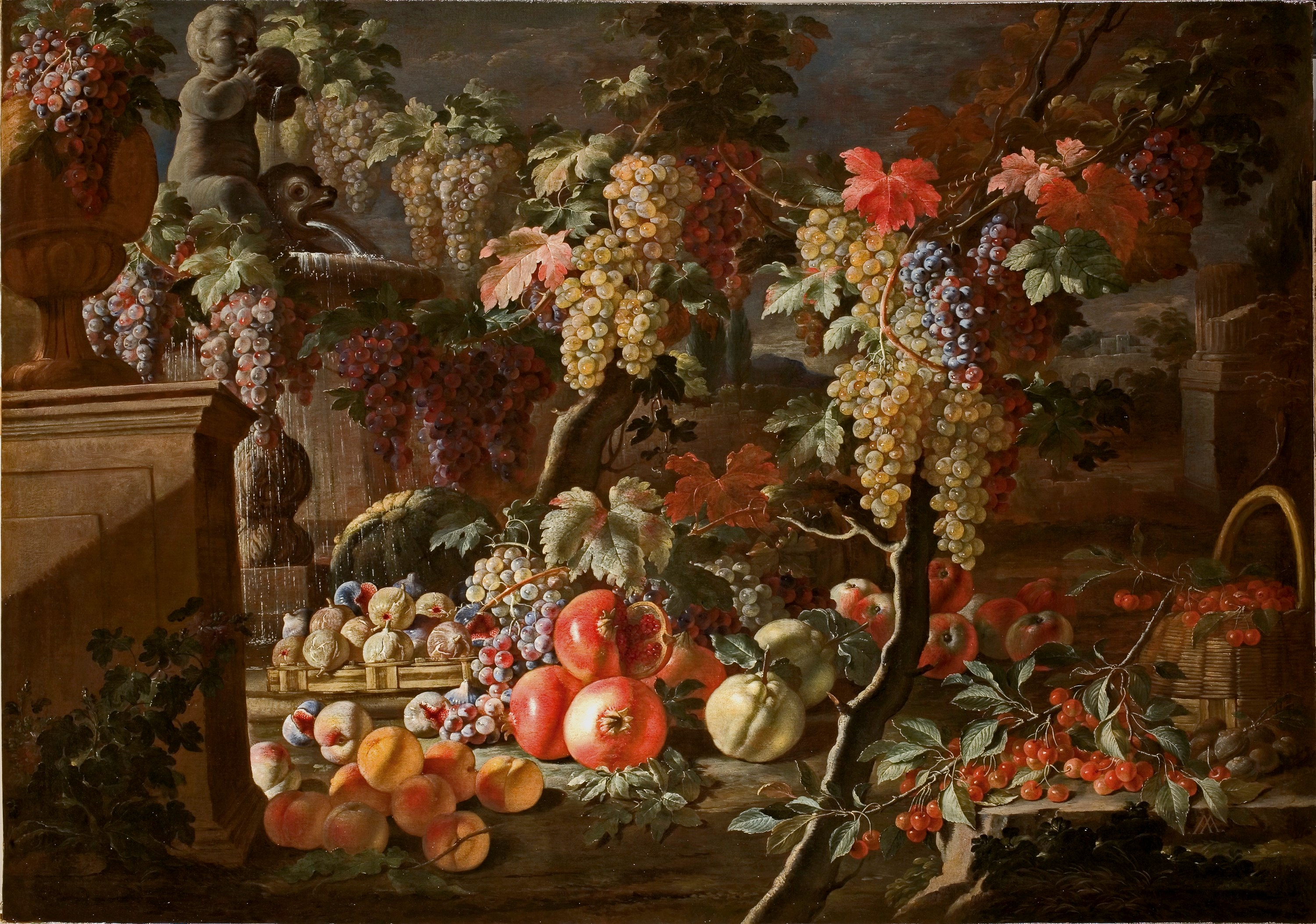
Aniello Ascione: Stillleben mit Trauben, Granatäpfeln, Quitten, Kirschen, Aprikosen und anderem Obst in einer Villa mit Brunnen, Privatsammlung

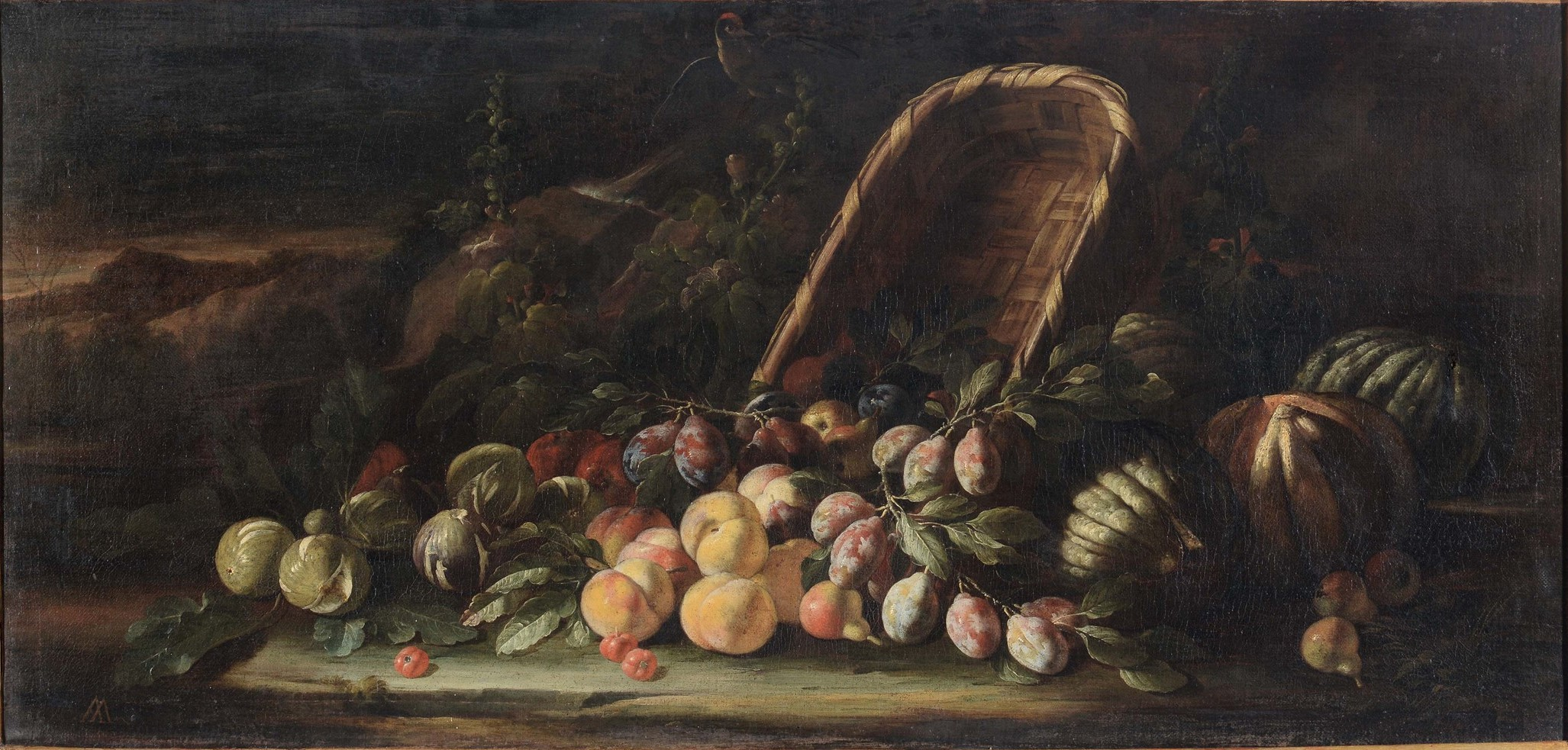
Stillleben mit Pfirsichen, Pflaumen, Feigen, Kürbissen, Äpfeln und einem Korb vor einer Landschaft, Privatsammlung

Aniello Ascione (nachgewiesen von ca. 1670 bis 1708 in Neapel) war ein italienischer Stilllebenmaler der neapolitanischen Schule.

## Leben
Sein Geburts- und Sterbedatum sind nicht bekannt. Laut Bernardo De Dominici war Ascione ein Schüler von Giovanni Battista Ruoppolo. Seine Werke wurden sehr geschätzt und zierten verschiedene „herrschaftliche Galerien und andere Räume von Privatpersonen“.
Aniello Ascione malte vor allem Früchte und Blumen und soll besonders für seine Weintrauben bekannt gewesen sein. Seine hochbarocken Stillleben sind oft zu großen, farbenfrohen Arrangements von überbordender dekorativer Wirkung angeordnet, und von sehr malerischer Wirkung. Den Hintergrund bilden oft Landschaftsausschnitte oder Villen. Teilweise lässt sich auch ein Einfluss durch Abraham Brueghel erkennen. Bedeutende Beispiele befinden sich im Museo di Capodimonte in Neapel, im Museo Correale in Sorrent und im Museo di Castel Ursino in Catania. Auch das Musée des Beaux-Arts von Besançon ist im Besitz zweier Gemälde von Aniello Ascione.
Seine Werke signierte Ascione oft mit seinem Doppelmonogramm AA.
Eine Rarität in seinem Œuvre ist ein signiertes Küchenstück mit Lamm, das sich früher in der Collezione Castellino in Neapel befand, und an Werke von Giovan Battista oder Giuseppe Recco erinnert.
Zwei Stilleben im Museum von Budapest waren früher als Werke eines deutschen Meisters ausgewiesen bis entdeckt wurde, dass sie mit Asciones Monogramm signiert sind.

## Werke (Auswahl)

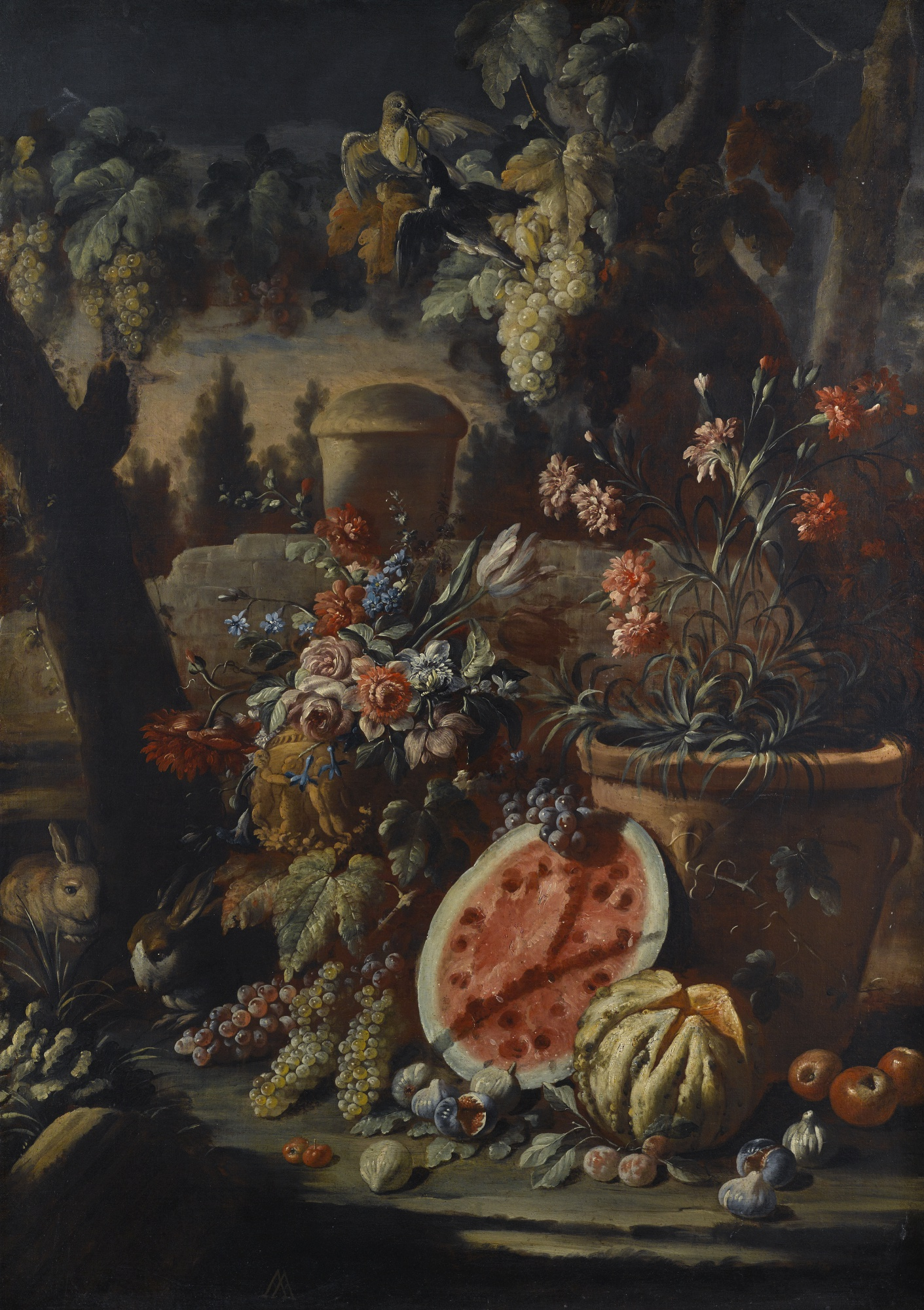
Blumen- und Früchtestillleben mit einem Topf Nelken, Trauben, Wassermelone, Kaninchen und Tauben in einer Villenlandschaft, Privatsammlung

- Stilleben mit Früchten und Blumen und einem Korb, Museo Correale (di Terranova), Sorrent
- Zwei Stilleben, Museo di Castel Ursino, Catania
- Trauben, Äpfel und Zitrusfrüchte, Collezione Lucano, Rom
- Früchtestillleben (früher Collezione Cenzato), Museo di Capodimonte, Neapel
- Stillleben mit Blumen und Früchten, Musée des Beaux-Arts, Besancon
- Stillleben mit Blumen, Früchten, Affe und Kaninchen, Musée des Beaux-Arts, Besancon
- Stillleben mit Blumen und Früchten und Früchtestillleben, Szépmüvészeti Múzeum, Budapest
- Stillleben mit Blumen und Wassermelone, Privatsammlung
- Stillleben mit Trauben, Granatäpfeln, Äpfeln und Birnen, Privatsammlung